# 赵德营镇
赵德营镇，是中华人民共和国河南省周口市沈丘县下辖的一个乡镇级行政单位。

## 行政区划
赵德营镇下辖以下地区：
赵德营村、兴隆村、董小庄村、小齐营村、张大庄村、东张营村、孟常营村、良营村、宋营村、程寨村、张刘营村、后刘营村、王桥村、张庄村、小刘营村、小欧营村、曹楼村、代营村、刘庄村、洼刘营村、邵庙村、马楼村、大刘集村、西张营村、崔庄村、后楼村、盆尧村、王其庙村、陈楼村、付营村、唐楼村、董尧村和王关庙村。